# Kärrglanssnäcka
Kärrglanssnäcka eller Kärrbuksnäcka (Zonitoides nitidus) är en snäckart som först beskrevs av Otto Friedrich Müller 1774. Enligt Catalogue of Life ingår Kärrglanssnäcka i släktet Zonitoides och familjen Zonitidae, men enligt Dyntaxa är tillhörigheten istället släktet Zonitoides och familjen buksnäckor. Arten är reproducerande i Sverige. Inga underarter finns listade i Catalogue of Life.

## Bildgalleri

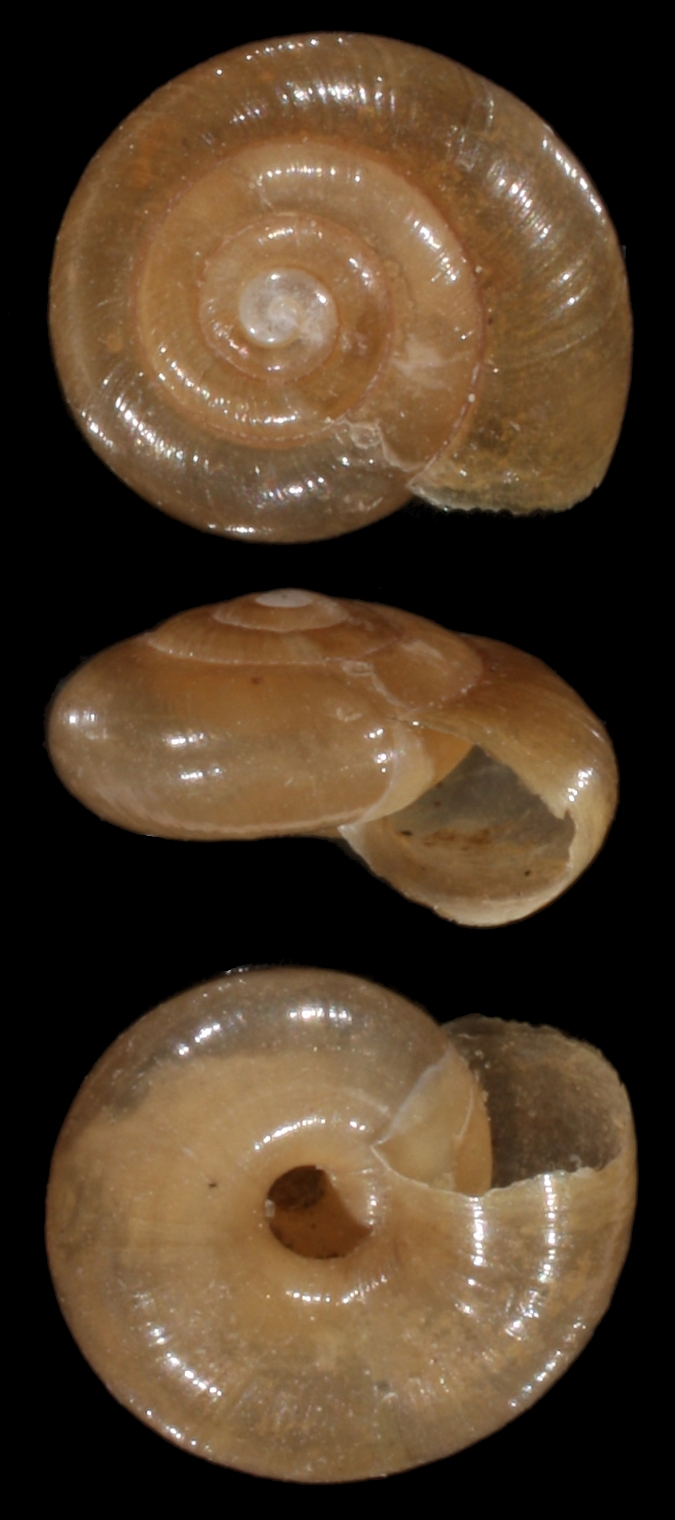
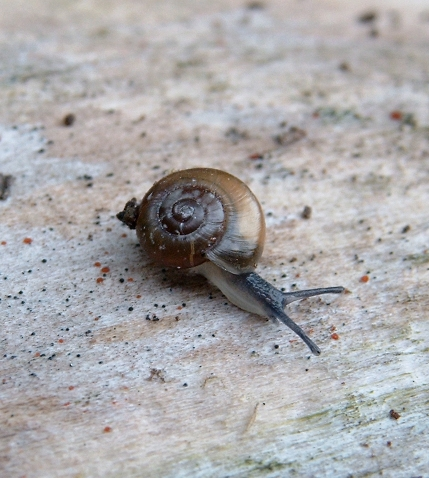